# アスパルチルアミノペプチダーゼ
アスパルチルアミノペプチダーゼ(Aspartyl aminopeptidase、EC 3.4.11.21)は酵素である。以下の化学反応を触媒する。
ペプチドからN末端のアスパラギン酸またはグルタミン酸残基を遊離するが、アスパラギン酸の方が作用しやすい。
アミノアシル-アリルアミドは、基質になりにくい。